# Marco Kasper
Marco Kasper (* 8. dubna 2004 Innsbruck) je rakouský profesionální hokejový útočník momentálně působící v klubu Detroit Red Wings v severoamerické NHL. V roce 2022 byl stejným klubem draftován již v 1. kole z celkové 8. pozice. Je synem bývalého rakouského hokejisty Petera Kaspera.

## Prvenství
- Debut v NHL – 2. dubna 2023 (Detroit Red Wings proti Toronto Maple Leafs)[1]
- První asistence v NHL – 19. října 2024 (Detroit Red Wings proti Nashville Predators)[2]
- První gól v NHL – 15. listopadu 2024 (Detroit Red Wings proti Anaheim Ducks, americkému brankáři Johnovi Gibsonovi)[3]

## Statistiky

### Klubové statistiky
| Sezóna      | Klub                  | Soutěž      |     | Základní část | Základní část | Základní část | Základní část | Základní část |   | Play off | Play off | Play off | Play off | Play off |
| Sezóna      | Klub                  | Soutěž      | Z   | G             | A             | B             | TM            | Z             | G | A        | B        | TM       |          |          |
| 2020–21     | Rögle BK              | SHL         | 10  | 0             | 1             | 1             | 4             | 6             | 0 | 0        | 0        | 0        |          |          |
| 2021–22     | Rögle BK              | SHL         | 46  | 7             | 4             | 11            | 17            | 13            | 3 | 3        | 6        | 9        |          |          |
| 2022–23     | Rögle BK              | SHL         | 52  | 8             | 15            | 23            | 72            | 9             | 0 | 3        | 3        | 6        |          |          |
| 2022–23     | Detroit Red Wings     | NHL         | 1   | 0             | 0             | 0             | 0             | —             | — | —        | —        | —        |          |          |
| 2023–24     | Grand Rapids Griffins | AHL         | 71  | 14            | 21            | 35            | 30            | 9             | 4 | 3        | 7        | 14       |          |          |
| 2024–25     | Grand Rapids Griffins | AHL         | 2   | 1             | 1             | 2             | 7             | —             | — | —        | —        | —        |          |          |
| 2024–25     | Detroit Red Wings     | NHL         | 77  | 19            | 18            | 37            | 34            | —             | — | —        | —        | —        |          |          |
| SHL celkově | SHL celkově           | SHL celkově | 108 | 15            | 20            | 35            | 93            | 28            | 3 | 6        | 9        | 15       |          |          |
| AHL celkově | AHL celkově           | AHL celkově | 73  | 15            | 22            | 37            | 37            | 9             | 4 | 3        | 7        | 14       |          |          |
| NHL celkově | NHL celkově           | NHL celkově | 78  | 19            | 18            | 37            | 34            | —             | — | —        | —        | —        |          |          |

### Reprezentační statistiky
| Rok                            | Tým                            | Soutěž                         | Z | G | A | B | TM |
| ------------------------------ | ------------------------------ | ------------------------------ | - | - | - | - | -- |
| 2021                           | Rakousko 20                    | MSJ                            | 4 | 0 | 1 | 1 | 2  |
| 2022                           | Rakousko                       | MS                             | 7 | 0 | 2 | 2 | 0  |
| 2025                           | Rakousko                       | MS                             |   |   |   |   |    |
| Juniorská reprezentace celkově | Juniorská reprezentace celkově | Juniorská reprezentace celkově | 4 | 0 | 1 | 1 | 2  |
| Seniorská reprezentace celkově | Seniorská reprezentace celkově | Seniorská reprezentace celkově | 7 | 0 | 2 | 2 | 0  |